# کاربردهای انسان از پستانداران

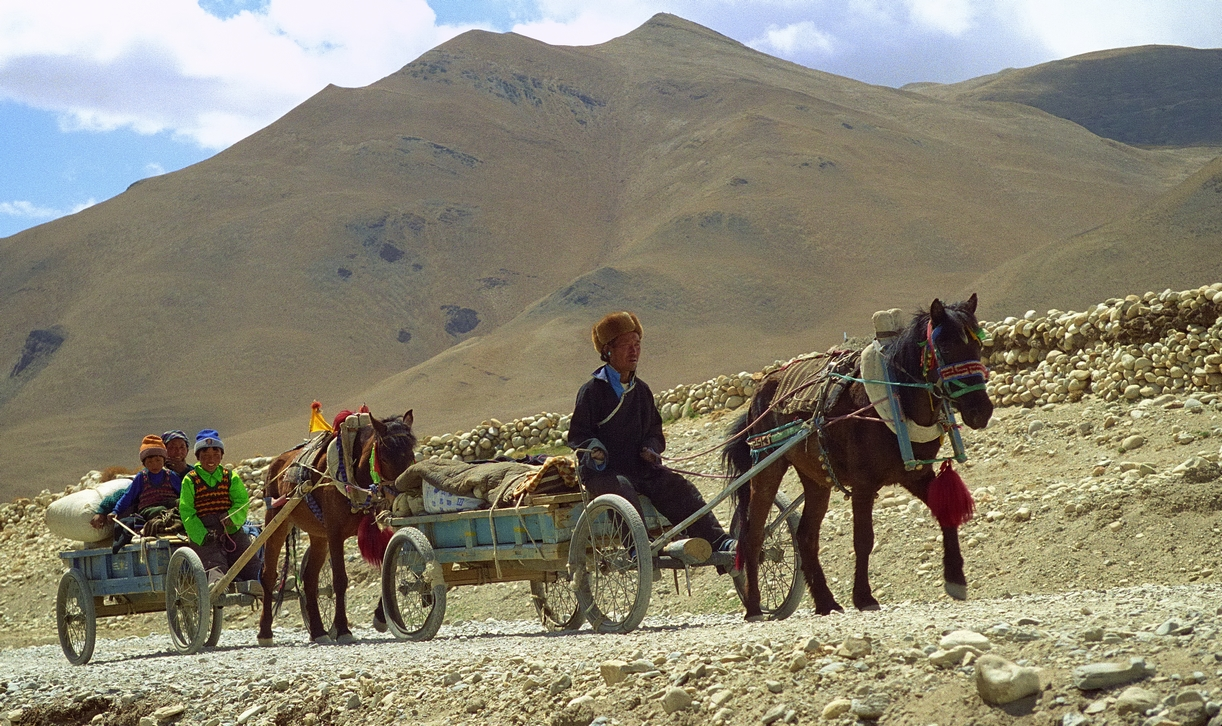
اهلی‌شدن پستانداران قدرت ترابری را در اختیار جامعه قرار داد.

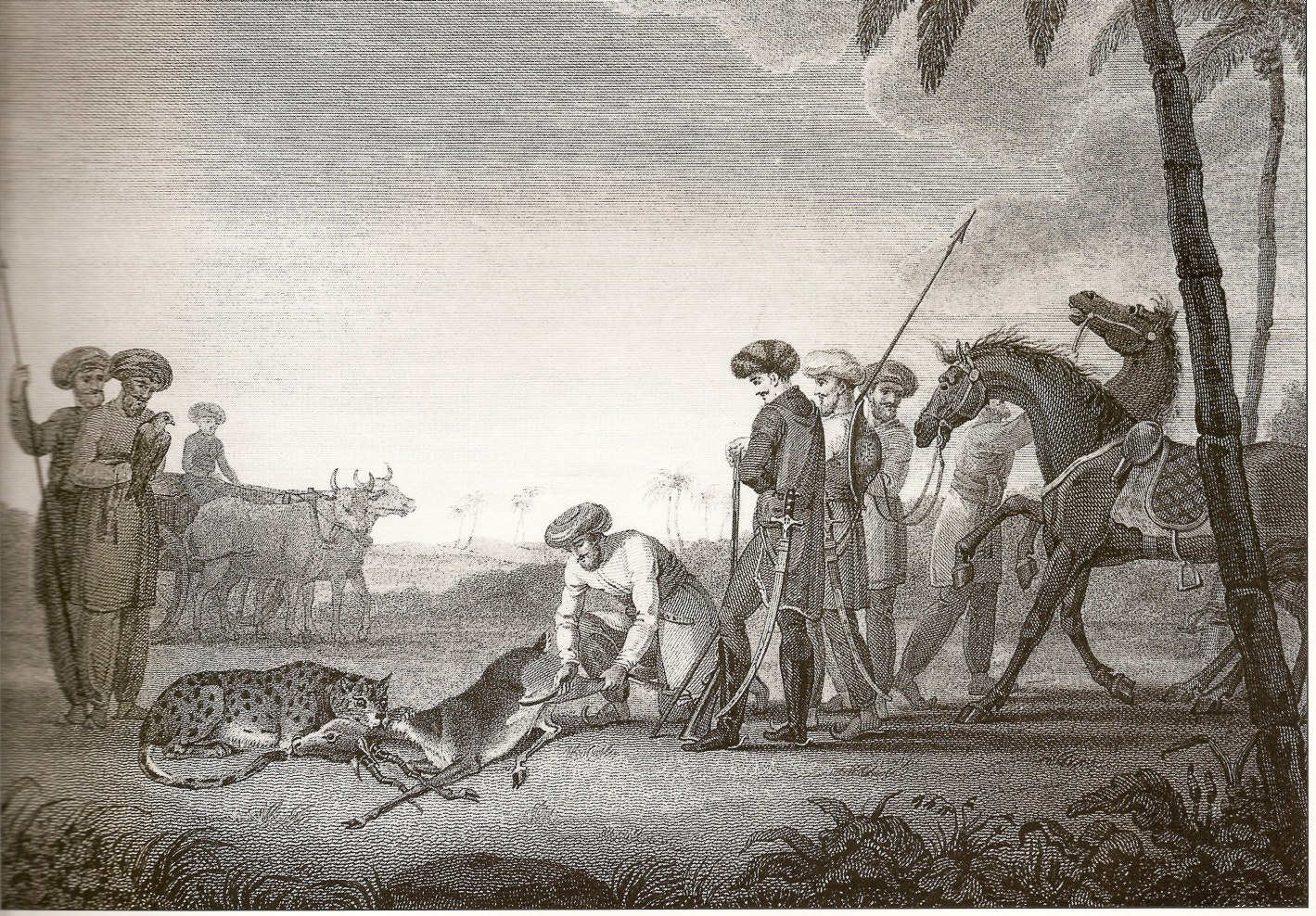
شکارچیان مغولی با استفاده از یوزپلنگ برای گرفتن سیاه‌کل، گجرات، ۱۸۱۲. تصویر توسط جیمز فوربز

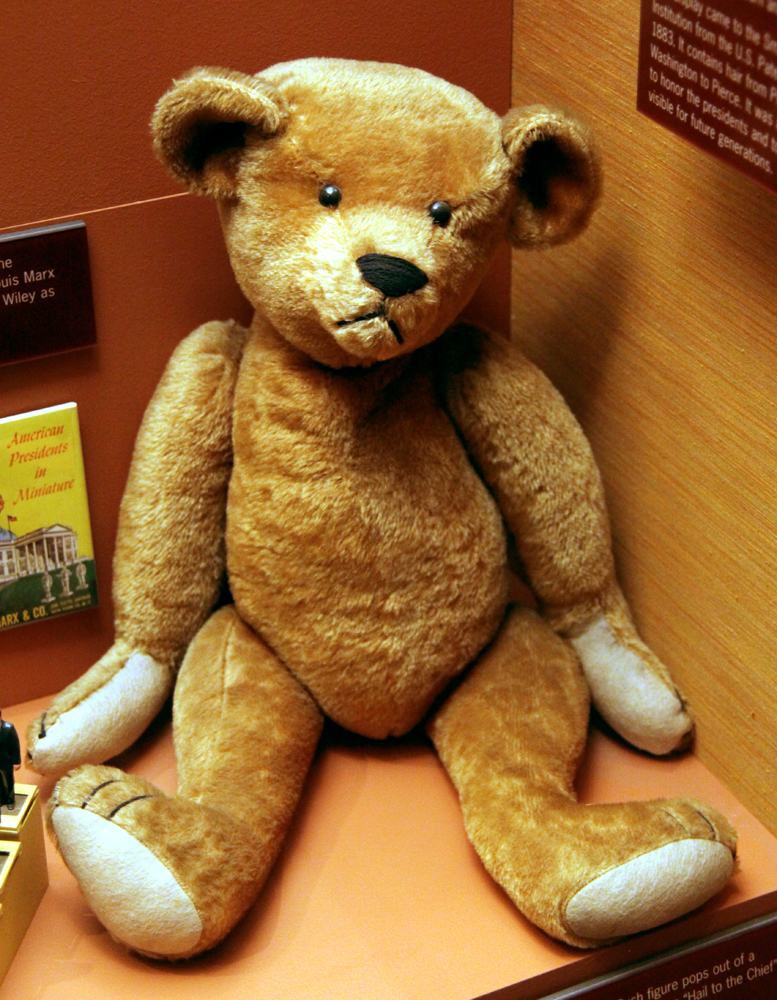
یک خرس عروسکی اصل ۱۹۰۳، ساخته‌شده توسط بنجامین میشتوم

کاربردهای انسان از پستانداران شامل کاربردهای عملی مانند غذا، ورزش و حمل‌ونقل و کاربردهای نمادین مانند هنر و اسطوره می‌شود. پستانداران نقش مهمی در ایجاد و حفظ فرهنگ انسانی داشته‌اند. اهلی کردن پستانداران در گسترش کشاورزی و تمدن نوسنگی نقش اساسی داشت و سبب شد تا کشاورزی جایگزین شکار و جمع‌آوری در سراسر جهان شود و شهرها جایگزین جوامع پراکنده شوند.
پستانداران فرآورده‌های لبنی و بیشتر مواد گوشتی را که توسط جمعیت انسانی خورده می‌شود، چه به صورت پرورشی و چه شکار ارائه می‌کنند. آنها همچنین چرم و پشم برای پوشاک و تجهیزات تولید می‌کردند. تا پیش از ورود ترابری مکانیزه، پستانداران اهلی بخش زیادی از نیروی کار و حمل‌ونقل را تأمین می‌کردند. آنها به عنوان جانوران مدل در پژوهش‌های زیست‌شناختی، مانند ژنتیک و در آزمایش داروها عمل می‌کنند.
پستانداران دوست‌داشتنی‌ترین حیوانات خانگی هستند، با ده‌ها میلیون سگ، گربه و دیگر جانوران از جمله خرگوش و موش که توسط خانواده‌ها در سراسر جهان نگهداری می‌شوند. پستاندارانی مانند اسب و آهو از نخستین موضوعات هنری هستند که در نقاشی‌های غارنگاره پارینه‌سنگی زبرین مانند لاسکو یافت می‌شوند. هنرمندان بزرگی مانند آلبرشت دورر، جورج استابز و ادوین لندسیر به خاطر پرتره‌هایشان از جانوران شهرت دارند. جانوران همچنین نقش‌های گوناگونی را در ادبیات، فیلم، اسطوره‌شناسی و دین بازی می‌کنند.
یکی از راه‌های اصلی ارتباط مردم با پستانداران (و برخی دیگر از جانوران) این است که آن‌ها را انسان‌انگاری کنند و عواطف و اهداف انسانی را به آن‌ها نسبت دهند. این موضوع زمانی که در علم رخ می‌داد منسوخ شده‌است، اگرچه اخیراً جانورشناسان دیدگاه ملایم‌تری نسبت به آن داشته‌اند.

## زمینه
فرهنگ شامل رفتار و هنجارهای اجتماعی است که در جوامع انسانی یافت می‌شود و از طریق یادگیری اجتماعی منتقل می‌شود. کلیات فرهنگی در همه جوامع بشری شامل شکل‌های بیانی مانند هنر، موسیقی، رقص، آیین، دین و فناوری‌هایی مانند کاربرد ابزار، آشپزی، پناهگاه و لباس است. مفهوم فرهنگ مادی بیان‌های فیزیکی مانند فناوری، معماری و هنر را دربر می‌گیرد، در حالی که فرهنگ غیرمادی شامل اصول سازمان اجتماعی، اسطوره‌شناسی، فلسفه، ادبیات و علم است. این مقاله به شرح نقش پستانداران در فرهنگ بشری می‌پردازد که به این صورت تعریف شده‌است.

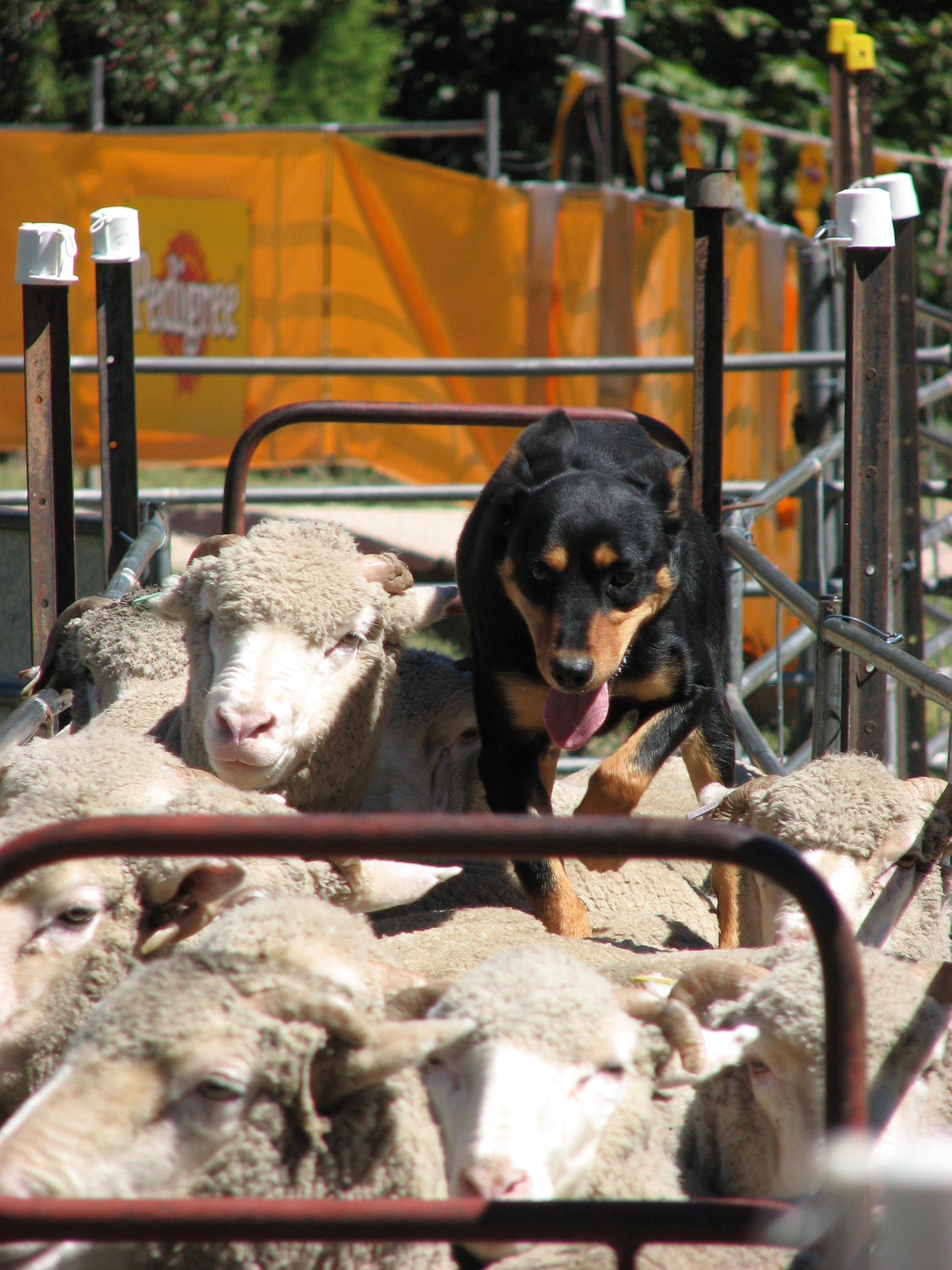
سگ‌ها و گوسفندها جزو نخستین جانورانی بودند که اهلی شدند و امروزه نیز به‌طور گسترده به کار می‌گیرند.

### برای مواد غذایی و دیگر فرآورده‌ها
انسان و دامهایشان بیش از ۹۰ درصد زیست‌توده همه مهره‌داران زمینی و تقریباً به اندازه مجموع همه حشرات را تشکیل می‌دهند. پستانداران بخش بزرگی از دام‌هایی را تشکیل می‌دهند که برای گوشت و فرآورده‌های لبنی در سراسر جهان پرورش می‌یابند، چه به صورت فشرده و چه توسط دامداری کم‌وبیش متحرک. آنها شامل (۲۰۱۱) حدود ۱٫۴ میلیارد گاو، ۱٫۲ میلیارد گوسفند، ۱ میلیارد خوک خانگی، و (۱۹۸۵) بیش از ۷۰۰ میلیون خرگوش هستند.
گاو بخش زیادی از چرم مورد نیاز برای محصولات پوشاک مانند کفش، کیف دستی و کمربند و همچنین برای تودوزی یا لوازم داخلی را فراهم می‌کند. از پشم برای سده‌ها در لباس‌هایی از جمله کت و شلوار و کت‌های توید و همچنین لباس بافتنی مانند پیراهن کشی استفاده می‌شود. منبع اصلی پشم گوسفند است، اما بز آنگورا و ترمه و آلپاکا پشم‌های مجلل تولید می‌کنند.

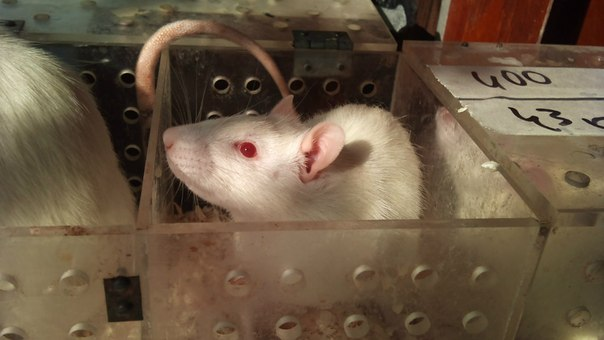
موش آزمایشگاهی در جعبه اسکینر

## نگرش نسبت به جانوران
انسان‌انگاری، نسبت دادن صفت‌های انسانی به جانوران، معمولاً به پستانداران، بخش مهمی از نحوه ارتباط مردم با پستانداران است. نگرش و رفتار نسبت به جانوران از حیوان‌آزاری تا احساساتی متغیر است.